# オーキドメーター

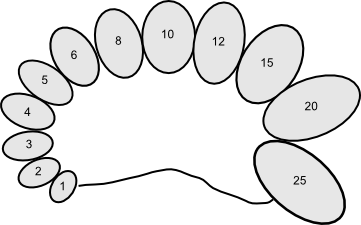
オーキドメーターの概略図

オーキドメーター（英: Orchidometer）または睾丸測定器は、精巣容積を測定するための医療器具である。

## 器具

男性のタナー段階と精巣容積の対応

オーキドメーターは1966年、スイスのチューリッヒ大学の小児内分泌学者アンドレア・プラダーによって発表された。これは、1mLから25mLまでの大きさの、12個の番号のついた木製またはプラスチック製のビーズを数珠状に繋いだものである。
患者の睾丸とビーズとを比較し、最もサイズの近いビーズから体積を読み取る。思春期前男児のサイズは1～3mL、思春期男子のサイズは4mL以上、成人男性のサイズは15～25mLとされている。
オーキドメーターは精巣容積を正確に測定するために使用できる。精巣の大きさと他の成熟度パラメータとの不一致は、様々な疾患の重要な手掛かりとなる。精巣が小さい場合は、原発性または続発性の性腺機能低下症の可能性がある。精巣の大きさは、様々なタイプの思春期早発症を区別するのに有用である。精巣の成長は一般的に真の思春期の最初の身体的徴候であるため、思春期が遅れている男児において、思春期が始まっているか否かの確認に用いられる。大きな精巣（巨大精巣）は、遺伝性全般性学習障害の最も一般的な原因の一つである脆弱X症候群の手掛かりとなる。
獣医学分野では、オーキドメーターは雄羊の精巣容積の測定にもよく使われる。

## 関連概念
キグレイ尺度、プラダー尺度、ファロメーターなど、性器を「正常」な男性または女性、または「異常」と定義するための多数の臨床スケールと測定システムが存在する。

## 関連文献
- Prader, Andrea (1966). “Testicular size: Assessment and clinical importance”. Triangle; the Sandoz Journal of Medical Science 7 (6):  240–243. PMID 5920758.
- Taranger, J., Engström, I., Lichtensten, H., Svenberg-Redegren, I., "Somatic Pubertal Development", Acta Pediatr. Scand. Suppl. 1976, vol. 258, pp. 121–135